# Obláčka
Obláčka je obřad, při němž si nově příchozí člen řeholního řádu, obvykle označovaný jako novic či novicka, poprvé obléká řeholní oděv svého řádu.
Název je pravděpodobně odvozen od českého slova obléci, výklad přes latinské slovo oblatus – „obětovaný Bohu“ je nejspíše lidová etymologie.